# Rue Croix-des-Petits-Champs
La rue Croix-des-Petits-Champs est une voie du 1er arrondissement de Paris, en France.

## Situation et accès
La rue Croix-des-Petits-Champs va de la Place des Victoires à la rue Saint-Honoré.

## Origine du nom
Elle tient son nom en raison de son ouverture sur l'emplacement d'anciens marécages asséchés et transformés en champs, qui prit le nom du lieu-dit de « Campelli » ou « Champeaux » (« petits champs ») ainsi que d'une croix, en pierre blanche dite « Croix de Petit-Champs » où « Croix Etienne du Bon Pasteur »,, qui était placée à côté d'une maison de la voie, située à proximité de la rue du Pélican.

## Historique
Une partie de cette voie publique fut ouverte au Moyen-âge sous le règne de Philippe Auguste.
En 1685, dans le cadre de l'aménagement de la place des Victoires, Louis XIV fait aligner les habitations de la rue afin d'offrir une perspective sur sa statue de bronze en pied.

« Sa majesté estant en son conseil a ordonné et ordonne que les maisons construites en la dite rue des Petits-Champs, du costé de la rue Coquillère, depuis la maison de la dame Hotman, seront incessamment retranchées jusques à l'extrémité de celle appartenant au sieur Poix, pour donner le point de vue à l'endroit où sera posée dans la dite place, la statue de sa majesté ; et qu'à ceste fin les propriétaires seront tenus de démolir et faire retrancher leurs bâtiments, suivant les alignemens marquez sur le dit plan, etc.
Fait au conseil d'État du roy, sa majesté y étant, tenu à Versailles, le 22e jour de juin 1685, signé Louis. »

La partie de cette voie publique qui fait l'objet de cet arrêt porta le nom « rue d'Aubusson », en l'honneur de François vicomte d'Aubusson, duc de la Feuillade, qui faisait alors bâtir un hôtel particulier place des Victoires.
Quelque temps après, le nom de « rue Croix-des-Petits-Champs » prévalut et servit à désigner cette voie publique dans son ensemble.
Une décision ministérielle du 3 germinal an X (24 mars 1802) signée Chaptal fixe la moindre largeur de cette voie publique à 10 mètres. Cette largeur est portée à 12 mètres, en vertu d'une ordonnance royale du 2 mai 1837.

## Bâtiments remarquables et lieux de mémoire
- Nos 1 à 9 impairs : ensemble immobilier (XXe siècle) restructuré (2000-2004, Francis Soler et Frédéric Druot, architectes) pour accueillir le site dit « Bons-Enfants » du ministère de la Culture, qui est délimité au sud par la rue Saint-Honoré (nos 182 à 192), à l'ouest par la rue des Bons-Enfants, au nord par la rue Montesquieu (sur toute sa longueur).
— Cet îlot occupe l'emplacement de l'ancienne collégiale Saint-Honoré[4],[5], supprimée en 1790, adjugée et démolie en 1792 et aussitôt remplacée par des immeubles de rapport.
— Les maisons proches de la rue Saint-Honoré ont fait place à un bâtiment destiné aux réserves des Grands Magasins du Louvre (1919, Georges Vaudoyer, architecte), utilisé de 1941 à 1989 par des services du ministère des Finances[6]. Ce bâtiment est toujours présent sous la résine métallique qui le recouvre depuis les années 2000, ainsi que l'immeuble mitoyen, proche de la rue Montesquieu.

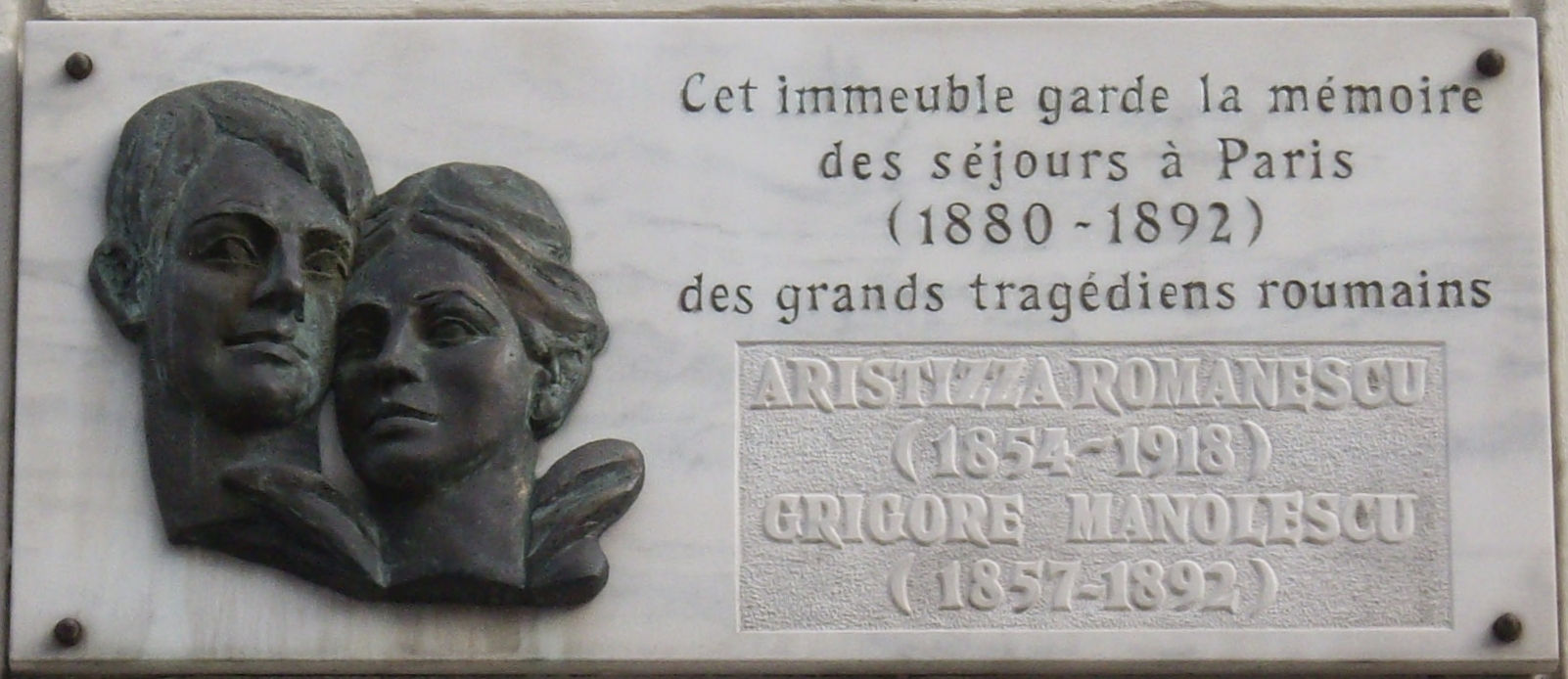
No 4 :
plaque en souvenir d'Aristiizza Romanescu et Grigore Manolescu.

- No 4 : Domicile, de 1880 à 1892, des tragédiens roumains Aristizza Romanescu (en) (1854-1918) et Grigore Manolescu (ro) (1857-1892), comme le rappelle une plaque commémorative apposée sur la façade, au premier étage, de cet hôtel de tourisme.
- Nos 9 et 11 : entre ces deux numéros, embranchement de la rue Montesquieu (ouverte en 1802).

- No 10 : siège du CRAF (Centre royaliste d'Action française)[7],[8].
- No 12 : embranchement de la rue du Bouloi, anciennement « rue aux Bouliers » (1359) et « cour Basile » (XVe siècle).

- Nos 14 et 16 : maisons disparues. Depuis 2000, l'emplacement est occupé par la place du Lieutenant-Henri-Karcher qui accueille, à côté de la voie d'accès du parking public souterrain « Croix des Petits-Champs » un petit espace vert aménagé autour d'un paulownia.
— L'ancienne « croix des Petits-Champs » (XVe siècle) se dresssait ici, à la pointe formée par les rues du Bouloi et des Petits-Champs.
- No 22 : domicile de Charles Caleb Colton entre 1830 et 1832[9].
- No 25 : Jean-Baptiste Jacques Augustin (1759-1832), peintre de portraits en miniature, à l'huile et sur émail, premier peintre en miniatures de la chambre et du cabinet du roi (1819) et chevalier de la Légion d'honneur (1821) y était domicilié au plus tard en 1820 et y habitait encore en 1831 (la numérotation se reporte à cette période)[10],[11].
- No 39 : entrée principale de la Banque de France (hôtel de Toulouse).
- No 42 : L'avocat et juriste Nicolas, Jean-Baptiste Tripier y demeurait, dans l'hôtel de Lussan[12].
- No 43 : hôtel Portalis, ou hôtel de Jaucourt, construit en 1733 par le maître maçon Sébastien Charpentier sur les plans de l'architecte Pierre Desmaisons pour la comtesse Pierre de Jaucourt, née Marie-Josèphe de Graves. Sébastien Charpentier a pour garant Pierre Varin, candidat à la maîtrise de maçon. Cette maison possède une curieuse façade avec tourelle saillante portée sur trompes au-dessus des rues (angle des rues Croix-des-Petits-Champs et La Vrillière)[13].

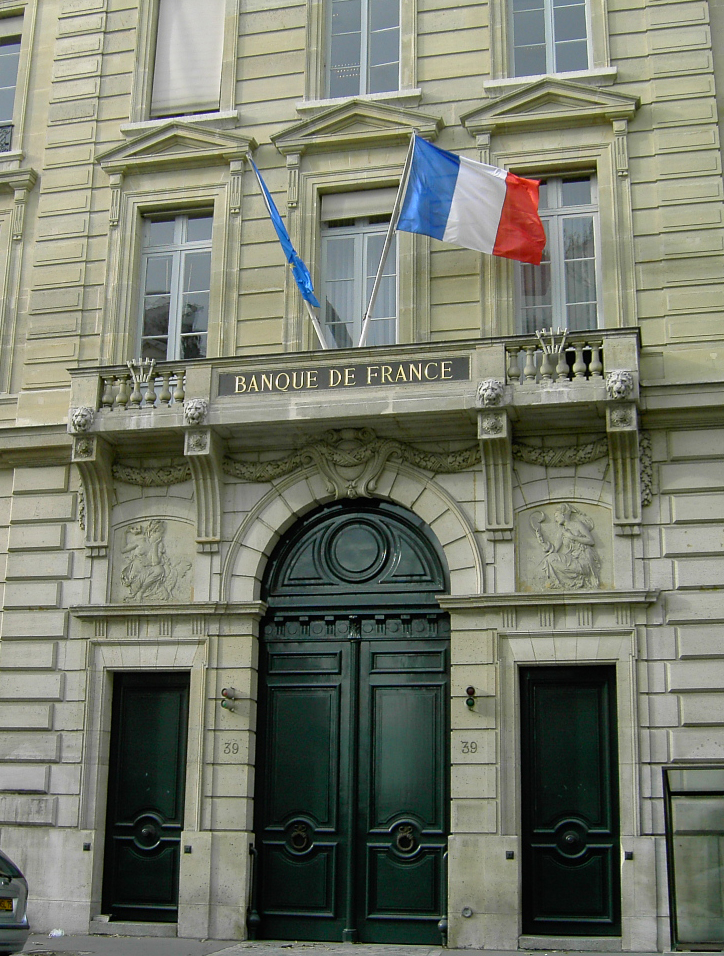
No 39 : Banque de France, entrée principale.
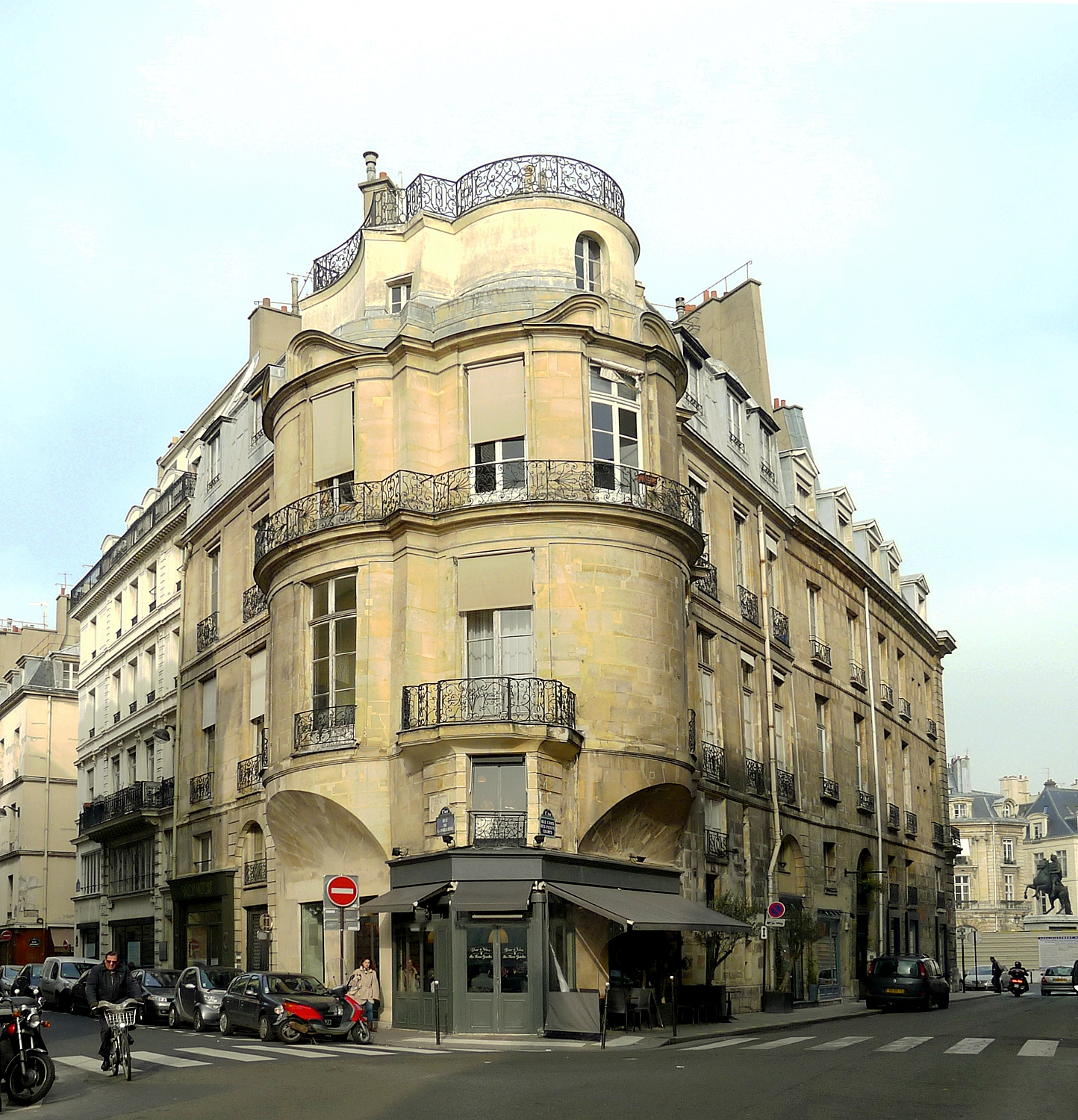
No 43 : Hôtel Portalis ou de Jaucourt (XVIIIe siècle), en 2011.

## Emplacements non localisés
- En 1793, le docteur Guillotin demeurait à l'hôtel de Gesvres situé alors dans cette rue[3]. C’est dans cet hôtel que Louis XV rencontrait Madame de Pompadour[14].

## Pour approfondir